# L'Âge d'or (ballet)
Zolotoy vek
Pour les articles homonymes, voir L'Âge d'or.
L'Âge d'Or (en Золотой век, Zolotoï vek) est un ballet en trois actes et six scènes composé par Dmitri Chostakovitch en 1928, sur un livret de Alexander Ivanovsky. Le titre du ballet provient du nom du restaurant où se déroule la scène.

## Historique

### Version originale
L'intrigue est politique. Elle raconte l'histoire d'une équipe de football soviétique en visite dans un pays capitaliste. Les joueurs de football soviétiques sont harcelés, injustement incarcérés, mais ils sont libérés par les ouvriers locaux qui se révoltent contre leurs oppresseurs. Le ballet se termine par la danse commune des footballeurs et des ouvriers devenus solidaires.
Ce ballet est composé par Dmitri Chostakovitch, sur un livret de Alexander Ivanovsky, en 1928 (op. 22), la chorégraphie est de Vassili Vainonen pour le premier acte, de Leonid Jacobson pour le deuxième acte et de V. Tchesnokov pour le troisième acte. Le librettiste et le compositeur présentent une série de personnages politiquement incorrects, fortement caricaturés (le fasciste, la diva, l’agent provocateur, etc.). Chostakovitch utilise nombre de parodies musicales (musiques de cabaret, jazz) d'une écriture aux harmonies particulièrement acides soutenues par une instrumentation très imagée. On y retrouve la veine satirique de l'opéra Le Nez, exactement contemporain. La première représentation a lieu au théâtre du Kirov à Léningrad le 26 octobre 1930,.
Dès sa création, le ballet connaît un certain succès auprès du public. Cependant, il montre des danses jugées décadentes par le régime de l'époque et est interdit, par les autorités russes. Le compositeur adaptera quatre versions dans une suite pour orchestre  (op. 22a) qui, elle, connaîtra de nombreuses exécutions. Cette suite comporte quatre mouvements : Ouverture - Adagio - Polka - Danse.

### Deuxième version
Les années passant, la musique de Chostakovitch connaît une reconnaissance officielle, il est alors possible de reprendre le ballet, mais pas dans sa forme originelle.
En 1982, soit après le décès de Chostakovitch, Iouri Grigorovitch et Isaak Glikman (en) (librettiste et cinéaste ami de Chostakovitch depuis 1941) établissent un nouveau synopsis, et Grigorovitch insère quelques autres morceaux de Chostakovitch dans la partition. L'action se situe alors en 1920 dans une bourgade portuaire du sud de la Russie Soviétique. Le restaurant l'Âge d'Or est le repaire préféré des bandits de tout poil qui pullulent à cette époque où l'économie est dirigée par la NEP. Rita et son partenaire Jacques (en réalité Yashka, chef de la pègre locale) divertissent un public de fêtards au restaurant l'Âge d'Or. Yashka est assisté par sa maîtresse et complice Lyuska. Pendant une fête locale, Boris, jeune pêcheur et membre d'une troupe de théâtre satirique Agitprop, rencontre Rita. C'est le « coup de foudre ». Rita disparaît dans la foule. Boris se lance à sa poursuite et, ce faisant, se retrouve devant L'Âge d'Or. À sa grande surprise, il s'aperçoit que la danseuse Mademoiselle Margot est la femme qu'il recherche.
Boris et Yashka se battent pour Rita. Émue par la sincérité et la profondeur de leurs sentiments à son égard, Rita ne reste pas indifférente aux avances des deux protagonistes. Une bagarre éclate avec des membres du gang à cause d'un des amis de Boris. Des Soviétiques Komsomols et une bande de criminels s'affrontent. Yashka essaye de s'échapper. Boris l'arrête. Rita est désormais libre. Elle quitte définitivement l'Âge d'Or pour commencer une nouvelle vie avec Boris.
Cette version est la plus couramment interprétée. La première a lieu le 4 novembre 1982 au Bolchoï. En 1983, le ballet est remonté pour Irek Moukhamedov, étoile du Bolchoï, qui instaure les standards du personnage de Boris pour toutes les générations suivantes de danseurs.
Il faut saluer ici la maîtrise absolue du corps de ballet du Bolchoï qui gère l'encombrement du plateau à certains moments afin de ne jamais donner l'impression de désordre.

### Troisième version
En 2006, le dramaturge Konstantin Outchitel établit  un nouveau livret. L'action se déroule à notre époque. Un couple de personnes âgées se remémore sa jeunesse et son amour. La première a lieu le 28 juin 2006 au Théâtre Mariinsky (ex Kirov) à Saint-Petersbourg.

## Personnages
- Rita une jeune artiste qui apparaît dans un numéro de cabaret du restaurant L'Âge d'or sous le nom de « Mademoiselle Margot » ;
- Boris un jeune pêcheur également acteur dans la troupe de théâtre Agitprop réservée à la jeunesse ouvrière ;
- Yashka chef d'un gang de bandits local et partenaire de scène de Rita sous le nom de « Monsieur Jacques » ;
- Lyuska maîtresse aguicheuse et cruelle complice de Monsieur Jacques ;
- Meneur de revue du restaurant L'Âge d'or ;
- Autres artistes de cabaret au restaurant L'Âge d'Or ;
- L'ami de Boris qui prend également part aux représentations de la troupe Agitprop ;
- Deux ivrognes de la NEP[5] ;
- Arbitre de billard ;
- Deux couples de jeunes gens ;
- Un marin ;
- Vendeur de journaux ;
- Enfant sans abri ;
- Vendeuse de cigarettes ;
- Bandits.

## Instrumentation
| Instrumentation de L'Âge d'Or |
| Bois |
| 2 flûtes (la seconde doublant un Piccolo, 2 Hautbois (Le second doublant un Cor anglais), 3 Clarinettes soprano (La seconde doublant une Clarinette Eb, la troisième doublant une Clarinette basse), 2 bassons (Le second doublant un basson à anche double) |
| Cuivres |
| 2 Saxophones, 4 Cors d'harmonie, 3 Trompettes, 3 Trombones, Euphonium, Tuba |
| Percussions |
| Timbales, Triangle, Tambour à fente, Cymbales, Flexatone, Crécelle, Caisse claire, Grosse caisse, Tambourin, Tam-tam, Xylophone, Bayan, Harmonium |
| Cordes |
| Premier violon, Seconds violons, Altos, Violoncelles, Viola pomposa, Contrebasses, Banjo |

## Chapitrage

### Acte I

#### Scène 1
Une fête locale. Parmi les fêtards se trouve Rita. Une troupe de théâtre dénommée Agitprop, réservée à la jeunesse ouvrière, entame un spectacle. Les acteurs sont de jeunes pêcheurs. Boris est l'un d'entre eux. Il fait la rencontre de Rita. C'est le « coup de foudre ». Rita disparaît soudainement. Boris se lance à sa poursuite.

#### Scène 2
Boris se retrouve devant le restaurant L'Âge d'Or, repaire d'hommes d'affaires de la NEP. Il s'y interprète un numéro de cabaret mettant en scène Mademoiselle Margot et Monsieur Jacques (le pseudonyme de Yushka), deux stars du music-hall. Boris s'aperçoit alors que Mademoiselle Margot est la femme qu'il recherche. Leurs retrouvailles émues attirent l'attention de Monsieur Jacques.

#### Scène 3
Le gang de bandits, mené par Jacques, décide de son prochain « coup de mains ». Lyushka doit attirer deux hommes d'affaires ivres dans un piège. Les bandits les attaquent alors et les détroussent.

#### Scène 4
Monsieur Jacques retourne à L'âge d'Or vêtu de son costume de music-hall. Il y aperçoit Boris et Rita danser ensemble. Une dispute éclate entre Boris et le bandit. Rita s'interpose.

#### Scène 5
Boris et Rita sont seuls. Ils se déclarent mutuellement leur amour.

### Acte II

#### Scène 1
Monsieur Jacques, qui n'a pas l'habitude d'être éconduit, essaye de reconquérir Rita. Celle-ci rejette ses avances et s'enfuit.

#### Scène 2
Les bandits font la fête à L'Âge d'Or, leur repaire. Yashka, furieux d'avoir été repoussé par Rita, veut se venger et les pousse à préparer un nouveau « coup ».

#### Scène 3
Des pêcheurs travaillent le long du littoral. Apparaît Rita qui cherche Boris. Les deux amoureux s'isolent. Les bandits surgissent et les encerclent. Les acolytes de Yashka se jettent sur Boris qui ne parvient pas à se défendre. Rita se sauve pour chercher de l'aide. Des amis viennent à son secours et aident Boris à riposter.

#### Scène 4
Des hommes d'affaires habitués de L'Âge d'Or se détendent en profitant du spectacle. Rita n'arrête pas de penser à Boris. L'atmosphère de L'Âge d'Or lui est devenue insupportable mais elle doit aller jusqu'au bout de son numéro.

#### Scène 5
Rita décide de quitter définitivement L'Âge d'Or. Monsieur Jacques s'y oppose et la supplie de rester avec lui. Lyuska surprend leur conversation. Folle de jalousie, elle se jette sur Yashka avec un couteau à la main. Yashka la tue.

#### Scène 6 et fin
Yushka prend Rita en otage et tente de s'échapper. Boris l'arrête et libère Rita. Les amoureux célèbrent leurs retrouvailles et jurent de ne jamais se quitter. Les amis pêcheurs de Boris participent à la réjouissance générale.
Saluts de fin.

## Filmographie
The Golden Age - Acteurs : Youri Grigorovitch, Corps de Ballet du Théâtre du Bolchoï, Nina Kaptsova, Ekaterina Krysanova, Ruslan Skvortsov, Mikhail Lobukhin ; Réalisateur : Iouri Grigorovitch ; Bel Air Classiques ; ASIN : B0716XV4CN (une superbe réalisation par le premier ballet au monde avec des danseurs et danseuses de premier plan).

## Suite
Dmitri Chostakovich a composé une suite Op. 22a à partir du ballet
- Introduction (Allegro non troppo)
- Adagio
- Polka (Allegretto)
- Danse

Le compositeur a réutilisé la Polka pour l'une de ses deux pièces brèves pour quatuor à cordes, composées en 1931. Il l'a également réécrite pour piano seul (Op. 22b) en 1935, et pour piano à quatre mains (Op. 22c) en 1962.